# Sapy (województwo łódzkie)
Sapy – wieś w Polsce położona w województwie łódzkim, w powiecie łowickim, w gminie Domaniewice.
W latach 1975–1998 miejscowość położona była w województwie skierniewickim.
Nazwa wsi pochodzi od ziemi sapowatej (tzn. bagnistej, podmokłej).
8 września 1939 wkraczający do wsi żołnierze Wehrmachtu zamordowali 6 mieszkańców wsi